# 폴레나트로키아
폴레나 트로키아(이탈리아어: Pollena Trocchia)는 이탈리아 캄파니아주 나폴리현에 위치한 코무네다. 나폴리로부터 동쪽 11km 거리에 있다.